# Patti LuPone

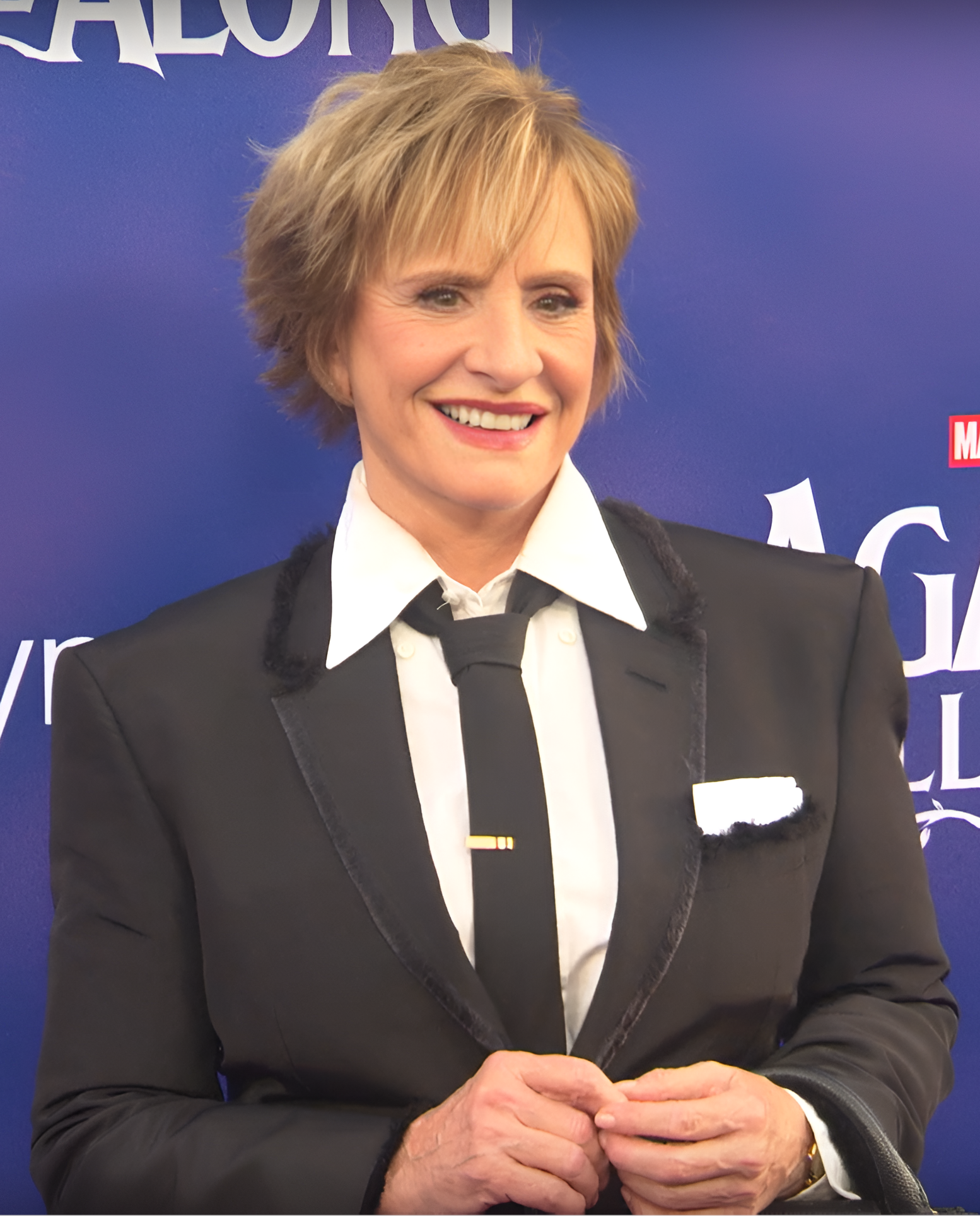
LuPone (2024)

Patti LuPone (* 21. April 1949 in Northport, Long Island, New York) ist eine US-amerikanische Sängerin und Schauspielerin, die als eine der profiliertesten Musicaldarstellerin ihrer Zeit gilt. Für ihre Arbeit wurde sie unter anderem mit drei Tony Awards, vier Drama Desk Awards, zwei Olivier Awards und zwei Grammy Awards ausgezeichnet; des Weiteren war sie zweimal für den Emmy nominiert.

## Leben und Leistungen
Patti LuPone hat italienische Vorfahren. Ihr Vater arbeitete in der Verwaltung einer Schule, ihre Mutter war Bibliothekarin. LuPone nahm Tanzunterricht und trat gemeinsam mit ihren Brüdern als Mitglied der Gruppe The LuPone Trio auf. Sie studierte an der Fakultät für Schauspielkunst (Drama Division) der Juilliard School.
Die Schauspielerin debütierte im Jahr 1971 im Musical Iphigenia; ihr Filmdebüt folgte im Fernsehfilm The Time of Your Life aus dem Jahr 1976. Für ihre im Jahr 1979 gespielte Hauptrolle im Musical Evita erhielt sie 1980 den Tony Award. 1985 erhielt sie den Laurence Olivier Award als beste Musicalsängerin. Ihre Rolle im Fantasy-Fernsehfilm The Song Spinner (1995) brachte ihr 1996 eine Nominierung für den Daytime Emmy. Für einen der zwei Gastauftritte in der Fernsehserie Frasier wurde sie im Jahr 1998 für den Emmy nominiert.
In der Komödie State and Main (2000) spielte LuPone eine der größeren Rollen. Für diese Rolle erhielt sie im Jahr 2000 als Mitglied des Schauspielerensembles den National Board of Review Award; im Jahr 2001 erhielt sie den Florida Film Critics Circle Award und wurde für den Online Film Critics Society Award nominiert. Im Filmdrama City by the Sea (2002) trat sie in einer größeren Rolle an der Seite von Robert De Niro und Frances McDormand auf. 2008 erhielt sie ihren zweiten Tony Award für die Rolle der Rose in Gypsy. 2022 gewann sie ihren dritten Tony Award für die Rolle der Joanne in der modernisierten Version von Stephen Sondheims Company. Sie ist die erste die einen Tony für diese Rolle gewann.
LuPone ist seit dem 12. Dezember 1988 mit dem Kameramann Matthew Johnston verheiratet und hat einen Sohn (* 1991).
2010 veröffentlichte LuPone ihre Memoiren unter dem Titel Patti LuPone, A Memoir. Diesen Titel hatte sie aus einer Reihe von Vorschlägen ausgewählt, die ihr im Rahmen eines Wettbewerbs zugesandt wurden.

## Theater (Auswahl)
- 1971: Iphigenia – Iphigenia (Professionelles Bühnen und West End-Debüt)
- 1973: Drei Schwestern – Irina (Broadway-Debüt)
- 1973: The Beggar’s Opera – Lucy Lockit (New York)
- 1974: Next Time I’ll Sing To You – Lizzie (New York)
- 1976: The Baker’s Wife – Geneviève (Tour in Los Angeles, San Francisco, St. Louis, Boston, Washington)
- 1979: Evita – Eva Peron (Original-Broadway-Produktion)
- 1984: Oliver – Nancy (Broadway)
- 1984: Accidental Death of an Anarchist – Reporterin (Broadway)
- 1985: Les Misérables – Fantine (Original-West-End-Produktion)
- 1987: Anything Goes – Reno Sweeney (Broadway)
- 1993: Sunset Boulevard – Norma Desmond (Original-West-End-Produktion)
- 1995: Master Class – Maria Callas (Broadway – Ersatz für Zoe Caldwell)
- 1997: Master Class – Maria Callas (Original-West-End-Produktion)
- 1997: The Old Neighborhood – Jolly (Broadway)
- 1998: Annie Get Your Gun – Annie (Lincoln Center Konzert)
- 2000/2001: Sweeney Todd – Mrs. Lovett (Konzerte in New York, San Francisco und Chicago)
- 2001: Noises Off – Dotty Otley (Broadway)
- 2002: A Little Night Music – Desiree (Ravinia Festival, Chicago)
- 2002: Anything Goes – Reno Sweeney (Broadway Reunion Konzert)
- 2004: Can-Can – La Mome Pistache (New York)
- 2004: Candide – Alte Dame (New York)
- 2004: Sunday in the Park with George – Yvonne (Ravinia Festival, Chicago)
- 2005: Regina – Regina Giddens (Kennedy Center)
- 2005: Passion – Fosca (New York)
- 2005: Anyone Can Whistle – Cora (Ravinia Festival, Chicago)
- 2005: Sweeney Todd – Mrs. Lovett (Broadway)
- 2006: Gypsy – Rose (Ravinia Festival, Chicago)
- 2007: Aufstieg und Fall der Stadt Mahagonny – Begbick (Los Angeles Opera)
- 2008: Gypsy – Rose (Broadway)
- 2010: Annie Get Your Gun – Annie (Ravinia Festival, Chicago)
- 2010: Frauen am Rande des Nervenzusammenbruchs (Musical) – Lucía (Broadway)
- 2011: Company – Joanne (Lincoln Center)
- 2011: Die sieben Todsünden – Anna I (New York City Ballet)
- 2011: An Evening with Patti LuPone & Mandy Patinkin (Broadway)
- 2012: The Anarchist – Cathy (Broadway)
- 2015: Shows For Days – Irene (Lincoln Center)
- 2016: War Paint – Helena Rubinstein (Welt Premiere in Chicago)
- 2017: War Paint – Helena Rubinstein (Broadway)
- 2018: Company – Joanne (West End)
- 2020–2022: Company – Joanne (Broadway)

## Filmografie (Auswahl)
- 1976: The Time of Your Life
- 1978: König der Zigeuner (King of the Gypsies)
- 1979: 1941 – Wo bitte geht’s nach Hollywood (1941)
- 1982: Tödliche Abrechnung (Fighting Back)
- 1985: Der einzige Zeuge (Witness)
- 1986: Wise Guys – Zwei Superpflaumen in der Unterwelt (Wise Guys)
- 1989: Miss Daisy und ihr Chauffeur (Driving Miss Daisy)
- 1989–1993: Alles Okay, Corky? (Life goes on, Fernsehserie, 83 Folgen)
- 1993: Family Affairs – Mein Vater der Spieler (Family Prayers)
- 1995: The Song Spinner
- 1999: Bonanno: A Godfather’s Story
- 1999: Summer of Sam
- 2000: State and Main
- 2002: City by the Sea
- 2012: Glee (Fernsehserie, Folge 2x22)
- 2013: American Horror Story (3 Staffel (Coven), 4 Folgen)
- seit 2014: Penny Dreadful (Fernsehserie, 2. und 3. Staffel[5])
- 2015: Law & Order: Special Victims Unit (Fernsehserie, Folge 16x11)
- seit 2016: Steven Universe (Zeichentrickserie, Synchronstimme, 3 Folgen)
- 2019: Pose (Fernsehserie, 5 Folgen)
- 2019: Last Christmas
- 2020: Hollywood (Fernsehserie, 7 Folgen)
- 2022: The School for Good and Evil
- 2022: American Horror Story (11. Staffel (NYC), 5 Folgen)
- 2023: Beau Is Afraid
- 2024: Agatha All Along (Fernsehserie, 6 Folgen)